# Hilara primula
Hilara primula är en tvåvingeart som beskrevs av Collin 1927. Hilara primula ingår i släktet Hilara och familjen dansflugor. Inga underarter finns listade i Catalogue of Life.